# Emergencia (Star Trek: La nueva generación)
"Emergencia" es el episodio 23 de la séptima temporada de Star Trek: la nueva generación, que presentó muchos elementos surrealistas.
En este caso específico la palabra es usada en su acepción de "surgimiento", la creación de un sistema complejo a partir de la interacción de sistemas más simples que no es explicado por la reducción a estos sistemas más simples, para una explicación más detallada ver Emergencia (filosofía).

## Resumen
La Enterprise muestra signos de estar desarrollando una inteligencia artificial.

## Trama
Fecha estelar 47869.2. El teniente comandante Data nuevamente está trabajando en sus habilidades de actuación, personificando a Próspero de la obra de Shakespeare "La Tempestad", en la holocubierta. Sin aviso, un tren, el Expreso del Oriente de otro programa, pasa rugiendo a través de la holocubierta.
En otra parte de la nave, una exploración planetaria se está llevando a cabo, y cuando el Capitán Picard da la orden de moverse al siguiente sector la Enterprise repentinamente entra a velocidad warp. Tan rápido como eso sucede los motores se detienen por sí mismos.
Geordi La Forge descubre que una distorsión del flujo teta se ha estado formando en la nave y concluye que si la Enterprise no hubiera entrado en warp precisamente cuando lo hizo la nave hubiera sido destruida.
Data teoriza que los sensores de la Enterprise captaron la distorsión y activaron una característica de seguridad, una de la que no se conocía como parte del diseño original de la nave. Después de alguna investigación Geordi y Data descubren un extraño nodo que ahora interconecta muchos de los sistemas de la Enterprise, incluyendo sensores y propulsión. Buscando un poco más ellos descubren nodos similares por todo la Enterprise, todos protegidos por pequeños campos de fuerza.
Sospechando un sabotaje, el Comandante Riker, Data y Worf se dirigen a la holocubierta donde muchos de los nodos convergen, para tratar de desconectarlos. Ellos descubren que la holocubierta está activada y cuando entran a ella se encuentran a bordo del Expreso del Oriente, junto a los personajes de otros programas.
Data trata de acceder los sistemas de la holocubierta para apagar el programa pero es detenido por el conductor del tren. El conductor del tren le dice a Data que se dirija a la locomotora del tren, y cuando el ingeniero protesta, un gánster, otro personaje de la holocubierta, le dispara en la espalda. El conductor entonces tira el cordón de la parada de emergencia, y la Enterprise sorpresivamente entra en warp.
Al dejar la holocubierta Data descubre que los nodos se han multiplicado y ahora están conectando la mayor parte de los sistemas de la nave, con la excepción de la computadora principal. También observa que la estructura de los nodos le recuerda un cerebro primitivo y concluye que la Enterprise está formando su propia inteligencia. Dado que la clave para comprender la situación aparentemente se encuentra en la holocubierta la Consejera Troi se dirige a ella para recuperar más información, junto con Data y Worf a su siga.
Troi conversa con el gánster, quien está sosteniendo un ladrillo que tomó del ingeniero. Él le cuenta que tiene que llevar el ladrillo a Keystone City, y cuando él se baja en esa parada Troi y Worf le siguen. Data trata de acceder a los circuitos de la holocubierta a través de una compuerta, usando su fuerza de androide para apartar un taxi que tenía la tarea de proteger los circuitos.
El gánster procede a una muralla de ladrillos donde falta uno de ellos, y pone el ladrillo que lleva en el lugar donde está el ladrillo que falta. En ese momento una oleada de energía se produce en la bahía de carga, y cuando Geordi va a investigar, se encuentra que allí hay un objeto que está en proceso de ser formado, átomo por átomo. Data intenta despolarizar los circuitos bajo la compuerta pero cuando él lo hace la nave y la holocubierta comienza a sacudirse violentamente y Data tiene que detenerse.
Los tres dejan la holocubierta y se reúnen con el resto de la tripulación, allí Troi explica que los programas corriendo en la holocubierta está actuando más allá de las metáforas de su creación. Picard sugiere continuar con el escenario de la holocubierta para ver a donde lleva. Data, Worf, y Troi regresan al tren de la holocubierta, y esta vez le indican al conducto que se dirigen a Vertiform City, que ellos habían logrado saber que es el eventual destino del tren.
La Enterprise arriba una estrella enana blanca y allí comienza automáticamente a extraer partículas de vertion. El extraño objeto en la bahía de carga comienza a crecer muy rápido y cada vez es más complejo, convirtiéndose en una clase de forma de vida. Pero cuando a la estrella se le comienzan a agotar los vertiones, la forma de vida tiene dificultades para mantener su energía, y los personajes de la holocubierta reaccionan choqueados. El conductor tira del freno de emergencia, descarrilando al tren y causando un corte de energía en toda la nave.
Geordi le informa a Picard que sin más vertiones pronto, la forma de vida siendo creada en la holocubierta morirá. El tren se dirige a la New Vertiform City, y la Enterprise entra a Warp 9. La Enterprise redirige la energía del sistema de soporte vital a propulsión lo que comenzará a afecta a la tripulación dentro de dos horas.
Data convence al conductor de que él conoce una ruta más corta a New Vertiform City, y obtiene acceso a la locomotora. Él lleva a la nave a una nebulosa cercana, y Geordi hace que la nebulosa produzca enormes cantidades de vertiones usando un torpedo modificado. Los pasajeros del tren celebran su arribo al final de la línea y en ese momento el programa finaliza. Todos los nodos a bordo de la nave se desactivan y la nueva forma de vida, finalmente completa, se eleva en la bahía de carga y deja la Enterprise.
Con todos los sistemas ahora restaurados, Data y Picard discuten el incidente y especulan acerca de la entidad que nació de la Enterprise. Data le pregunta a Picard cómo él podía haber estar confiado que la criatura que emergió no sería peligrosa. Picard dice que él creía que la nueva forma de vida sería benigna, dado que su psiquis habiendo surgido no solo de los sistemas de la nave sino que también de los diarios personales de la tripulación, los registros de misión y otras fuentes similares; y creyendo que las experiencias de la tripulación de la Enterprise habiendo sido honorables, Picard confió que la "la suma de aquellas experiencias sería lo mismo".